# Суспирия
«Суспи́рия» (итал. Suspiria; также известен под названиями «Подозре́ние» и «Зловещее дыхание») — фильм ужасов 1977 года итальянского режиссёра Дарио Ардженто. Картину считают вершиной творчества Ардженто и ярким представителем джалло, и всего жанра ужасов в целом.
Премьера фильма состоялась 1 февраля 1977 года в Италии. Фильм хорошо был встречен публикой — поклонники фильмов ужасов считают эту кинокартину культовой благодаря удачному сочетанию в ленте давящей музыки, необычных съёмок и резкой цветовой палитры. Фильм имеет две номинации от американской Академии научной фантастики, фэнтези и фильмов ужасов.

## Сюжет
Сьюзи Бэннион, молодая американская балерина, отправляется в Европу — во Фрайбург-им-Брайсгау, — чтобы учиться там в знаменитой балетной академии. Приехав туда, она видит, как из здания в панике выбегает студентка Пэм, выкрикивая что-то о некой тайне, и убегает прочь, а Сьюзи по домофону говорят, что ее не знают и не ждут. После чего она уезжает на такси в гостиницу. Тем временем Пэм находит убежище в квартире у своей подруги. Оставшуюся в спальне в одиночестве девушку не покидает чувство, что за ней следят. Внезапно из-за окна на неё набрасывается нечто и жестоко убивает, также из-за несчастного случая гибнет и подруга Пэм.
На следующее утро Сьюзи снова приезжает в балетную школу, где её встречают учительница танцев мисс Таннер и директриса мадам Бланк и говорят, что ждали её. Также в академии находится полиция и ведет расследование по поводу убийства Пэм — как оказалось, отчисленную за неподобающие поведение. Идя по школе, Сьюзи встречает кухарку, которая начинает светить на нее каким-то светоотражающим предметом, вследствие чего девушке сразу становится плохо, и во время занятий она падает в обморок. Врачи считают, что это было переутомление из-за занятий, ей советуют соблюдать диету и каждую ночь выпивать бокал вина для укрепления здоровья. Сьюзи селят в комнату рядом со спальней другой балерины, Сары. Девушки быстро заводят дружбу — оказывается, Сара была близкой подругой Пэм, и также замечает странности в школе. Вместе со Сьюзи они подмечают, что учителя по ночам в одно и тоже время  уходят по коридору направо, хотя выход из академии находится слева.
Готовясь ко сну, студенты обнаруживают, что во всех спальнях внезапно появилось огромное количество личинок — это произошло из-за испортившихся продуктов. Через несколько дней сына поварихи Альберта кусает собака-поводырь, принадлежащая работающему в школе слепому пианисту Дэниелу. Мисс Таннер устраивает ему разнос и выгоняет. Ночью, идя домой, Дэниел замечает, что собака начинает странно себя вести, но, ничего не видя, он не понимает, что происходит. Тем временем каменный орел взлетает с крыши здания — собака внезапно звереет, набрасывается на хозяина и загрызает его до смерти. Вскоре среди учащихся распространяются слухи, что академия проклята. Плавая в бассейне, Сара заводит со Сьюзи разговор о Пэм. Та перед гибелью странно себя вела, говорила о ведьмах, и что-то записывала в дневник. Оказывается, в день приезда Сьюзи, её не впускала в академию именно Сара. Тем временем кто-то или что-то следит за девушками. Вечером Сара приходит к Сьюзи и рассказывает, что дневник Пэм украли, но Сьюзи под действием вина засыпает. Сара начинает метаться по коридорам, видя, что её кто-то преследует. Сумев запереться в одной из комнат, она вылезает в окно, но оказывается в ловушке, и её убивают, перерезав горло. На следующей день мисс Таннер говорит Сьюзи, что Сара сбежала из академии. Почувствовав неладное, Сьюзи звонит близкому другу Сары Фрэнку. Встретившись, они обсуждают исчезновение Сары и рассказы о ведьмах; Фрэнк рассказывает, что академия была основана греческой эмигранткой Еленой Маркос, которую прозвали «Черной королевой», а помимо танцев в академии обучали и оккультизму. По легенде, ведьма Маркос умерла при пожаре, а школа перешла её ученикам, и оккультизм оказался под запретом. Фрэнк, как материалист не верит в существование ведьм, но в них верит его знакомый профессор Милиус, который рассказывает молодым людям о том, что ведьмы могут насылать проклятия, болезни и смерть любому, кто их обидит или разозлит. Также профессор упоминает, что шабаши ведьм действительно существуют, но если убить главную ведьму, остальные также умрут.
Придя под вечер в академию, Сьюзи замечает, что никого нет. Кухарка сообщает ей, что мисс Таннер повела всех учителей и учеников в театр. По словам кухарки, билеты были куплены для всех, кроме Сьюзи. Девушка безрезультатно пытается позвонить Фрэнку, но связь обрывается. Также она решает вылить свое ежевечернее вино, подозревая, что туда что-то подмешивают. Внезапно на Сьюзи нападает летучая мышь, но девушка убивает её. После Сьюзи слышит в коридоре шаги и, вспомнив разговор с Сарой, решает выяснить, куда же направляются учителя каждую ночь. Следуя за удаляющимся звуком шагов, она оказывается в кабинете директрисы, где обнаруживается проход в тайный коридор. Идя по нему, Сьюзи слышит разговор между учителями, директрисой и мисс Таннер, из которого следует, что педагоги планируют убить её. Все ещё следуя за ними, девушка заходит в спальню ведьмы Елены Маркос. В комнату также входит оживший труп Сары с ножом в руках, и направляется к Сьюзи, но девушка хватает кинжал и убивает им главную ведьму. После этого оживший труп исчезает, а здание академии начинает разрушаться: стены сотрясаются и начинается пожар, ведьмы же в муках умирают. Сьюзи чудом спасается из рушащегося здания. За титрами видно окно, из которого вырываются языки пламени, и раздаются крики ведьм.

## В ролях
- Джессика Харпер — Сьюзи Бэннион
- Стефания Казини — Сара
- Флавио Буччи — Дэниел
- Мигель Бозе — Марк
- Барбара Маньольфи — Ольга
- Сюзанна Явиколи — Соня
- Ева Аксен — Пэм Хингл
- Рудольф Шундлер — профессор Милиус
- Удо Кир — доктор Фрэнк Мэндел
- Алида Валли — мисс Таннер
- Джоан Беннетт — мадам Бланк
- Маргерита Хоровиц — учитель
- Якопо Мариани — Альберт
- Фульвио Мингоцци — таксист
- Франка Сканьетти — кухарка

## Съёмки фильма
Сюжет навеян диснеевской «Белоснежкой». Большая часть фильма снималась в Риме, а натурные съёмки проводились в Германии. При этом общее количество времени, затраченного на съёмки, составило около четырёх месяцев. Также в Германии снимались школа и бассейн. Для съёмок внешнего вида балетной школы во Фрайбурге использовалось историческое здание Haus zum Walfisch. Сцены в бассейне снимали в Мюллеровских банях Мюнхена. Также показано здание Музей BMW — в фильме оно фигурирует как психиатрическая клиника, куда обращалась за консультацией Сьюзи Бэннион.
По первоначальному замыслу Дарио Ардженто, ученицы балетной школы должны были быть девочками не старше 12 лет. Именно такими они и были в оригинальном сценарии фильма. Однако студия и исполнительный продюсер отказались реализовывать этот замысел, полагая, что фильм, основу которого составит демонстрация жестоких убийств детей, будет запрещен. Тогда Дарио Ардженто поднял возрастной порог героинь до 20 лет, что дало возможность запустить фильм в производство.
При съёмках сцены падения каменного орла на слепого пианиста, которая снималась в Мюнхене, Ардженто использовал принцип съёмки под названием «бомбометание». Для этого была изготовлена стальная подвесная канатная дорога, по которой камера опускалась и поднималась несколько раз. А во время съёмок сцен с личинками в общих планах личинок изображал рис, однако для крупных планов использовались реальные.
Есть мнение, что для достижения нужной цветовой гаммы было принято решение снимать фильм на техническую плёнку Technovision производства компании Technicolor, что позволило достичь нереальных цветовых оттенков и их насыщенности. Но на самом деле фильм снимался на обычную плёнку Eastman Color Kodak, которая впоследствии была обработана на одной из редких сохранившихся машин для обработки плёнки Technicolor. Легенда о специальной технической плёнке возникла из-за ошибки в документальном фильме, включённом в 3-дисковый DVD-бокс, выпущенный в честь 25-летнего юбилея фильма.

## Музыкальное сопровождение
Музыка к фильму была записана стереофонически на четырёх магнитных дорожках. Запись была выполнена до начала съёмок фильма и проигрывалась во время съёмок. Сами же съёмки производились без записи звука — по окончании работы над съёмками было произведено озвучивание.

## Критика
- На сайте IMDb фильм получил рейтинг 7,3 баллов (всего проголосовало 103 479 человека), причём наибольшее количество респондентов дало фильму оценку 8 баллов[8].
- Сайт Rotten Tomatoes дал фильму рейтинг 95 %: из 38 критиков только 2 поставили фильму негативную оценку. Фильм получил средний рейтинг 8,2 балла по десятибалльной шкале[9].
- Фильм занимает 9-е место в 100 лучших фильмов ужасов по мнению деятелей жанра[10].
- Один из немногих фильмов ужасов, который входит в 105 лучших фильмов мирового кино по версии журнала Empire (49-е место).
- Фильм очень понравился японским поклонникам фильмов ужасов, в результате чего японские прокатчики спешно закупили фильм «Кроваво-красное» и выпустили его на экраны под названием «Суспирия 2»[11].
- Режиссёр Лука Гуаданьино («Зови меня своим именем») впервые увидел постер «Суспирии» Дарио Ардженто, когда ему было 11 лет, а спустя два года посмотрел и сам фильм. Картина так впечатлила будущего режиссёра, что почти сразу у него зародилась идея перенести «взрывную смесь эмоций в новый фильм»[12]. Всю жизнь Гуаданьино был огромным фанатом фильма и мечтал снять ремейк. В 2016 году Лука Гуаданьино уже как состоявшийся режиссёр с номинацией на премию «Оскар» начал съёмки картины с одноимённым названием. В сентябре 2018 года на 75-м Венецианском кинофестивале состоялась мировая премьера новой «Суспирии», в которой сыграли Тильда Суинтон, Дакота Джонсон, Хлоя Грейс Морец, Миа Гот, а также Джессика Харпер, исполнительница главной роли в «Суспирии» 1977 года[13].